# Ханда, Юрико
Юрико Ханда (яп. 半田百合子, англ. Yuriko Handa; р. 31 марта 1940, Уцуномия, префектура Тотиги, Япония) — японская волейболистка, нападающая. Чемпионка летних Олимпийских игр 1964 года, чемпионка мира 1962.

## Биография
Волейболом Юрико Ханда начала заниматься в средней школе своего родного города Уцуномия. В 1961 году тренером Хиробуми Даймацу была приглашена в сильнейшую команду Японии «Нитибо» (Кайдзука), на базе которой формировалась национальная сборная.
В 1962—1964 Ханда выступала за сборную Японии, являясь одним из её лидеров. В 1962 японская команда уверенно выиграла чемпионат мира в СССР, а спустя два года на дебютном волейбольном олимпийском турнире, проходившем в Токио, не оставила никаких шансов своим соперникам. Обладателем двух золотых наград стала и Юрико Ханда. После олимпийского триумфа завершила игровую карьеру, как и большинство волейболисток сборной страны. В феврале 1965 вышла замуж за бывшего волейболиста команды «Мацусита».
С 1966 Юрико Ханда работала в университете Киото Сангё, сначала инструктором по спорту, а затем преподавателем физвоспитания.    

### Клубная карьера
- 1961—1964 —  «Нитибо» (Кайдзука).

## Достижения

### Клубные
- 4-кратная чемпионка Японии — 1961—1964.

### Со сборной Японии
- Олимпийская чемпионка 1964.
- чемпионка мира 1962.